# Olívia Oyl
Olívia Oyl (a l'original, Olive Oyl) és un personatge de còmic creat per EC Segar el 1919 per a la seva tira còmica Thimble Theatre. Més tard, la tira va ser rebatejada com Popeye després que el personatge mariner es convertís en el membre més popular del repartiment; tanmateix, Olívia va ser un personatge principal durant una dècada abans de l'aparició de Popeye el 1929.

## Biografia del personatge de ficció

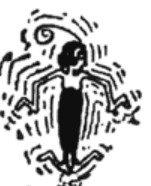
Olívia al seu debut (impressió en tira el 19 de desembre de 1919)

A la tira escrita per Segar, Olívia és una dona jove descarada i testaruda (la seva edat varia entre els últims anys d'adolescència i els 26 anys) que es caracteritza visualment per la seva complexió exageradament prima (evolucionant a partir de la seva forma anterior de proporcions més realistes a finals de la dècada de 1920) i la seva cabells llargs i negres (generalment es presenta com enrotllat en un monyo net, com el de la seva mare). És la germana petita de Castor Oyl i Crude Oyl.

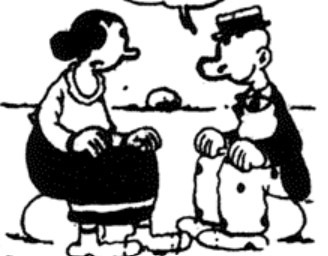
Olive Oyl i Hamgravy en una tira de "Thimble Theatre" de 1921

Va debutar el 19 de desembre de 1919, Olívia era l'amor de la infància i més o menys la núvia del protagonista original de Thimble Theatre Harold Hamgravy (Ham Gravy), un "llangardaix de saló" que feia el mínim de feina possible i sempre estava agafant diners prestats. La seva atracció per altres dones —sobretot si eren riques— indignava la Olívia de manera natural, la qual cosa la va portar a sucumbir (en una història a mitjans de 1928) a un atac de "llunafòbia" (una mena de bogeria furiosa) per un dels seus amors; quan es va recuperar, va continuar fent veure que tenia el trastorn per recuperar-lo. No va ser immune a l'adulació d'altres homes, però es va mantenir compromesa amb Hamgravy de tant en tant fins a l'aparició de Popeye. L'Olívia i el Popeye es van saludar inicialment amb animositat (les seves primeres paraules van ser "take your hooks offa me or I'll lay ya in a scupper" (treu-me els ganxos o et posaré en un embornal)), el que els va portar a lluitar amargament durant setmanes abans que finalment es van adonar que tots dos tenien sentiments per l'altre. Després d'una sèrie de tires dominicals realitzades el març de 1930, Popeye substituiria definitivament a Ham com a amant d'Olívia, una posició que ocupa dins del còmic fins al present; Ham havia desaparegut en gran part de la tira diària sis mesos abans, tot i que la relació de Popeye i Olívia, tanmateix, no es posaria èmfasi dins de la continuïtat de la tira diària fins a l'apogeu de l'arc de la història de Clint Gore el gener de 1931.
La versió d'Olive Oyl més coneguda és la versió més coqueta i nerviosa dels dibuixos animats per al cinema creats per Fleischer Studios i continuats per Famous Studios. A diferència de la majoria de les modernes donzelles en perill, Olívia és alta i prima, amb els cabells ben enrotllats i els peus enormes (això últim de vegades s'utilitza per tenir un efecte còmic). El comentari de Popeye sobre les seves mesures és que és un perfecte 57... 19-19-19.
A les pel·lícules i posteriors dibuixos animats de televisió, Olívia sol ser la núvia de Popeye, tot i que podia ser extremadament voluble, depenent de qui la pugui atraure o tenir les possessions més cridaneres, i era propensa a enfadar-se amb Popeye per qüestions aparentment menors. Contínuament és segrestada per Bluto (també conegut com Brutus), que és l'arxirival de Popeye pels seus afectes; quan s'enfada amb Popeye per qualsevol cosa que vagi malament, sol ser com a resultat de l'engany de Bluto, però Popeye sempre la rescata i recupera el seu afecte en el procés.
En els dibuixos animats, ella ajuda a tenir cura d'un nadó anomenat Swee'Pea o sol demanar a Popeye que el cuidi si està massa ocupada; es desconeix si Swee'Pea és el fill biològic o adoptiu d'Olívia. Als còmics, Swee'Pea és una criatura abandonada deixada a la cura de Popeye. Fonts posteriors (sobretot a la sèrie de dibuixos animats) diuen que la Swee'Pea és el cosí o el nebot d'Olívia, de qui ha de tenir cura de tant en tant.
Com Popeye, hi ha moments en què l'Olívia guanya una força sobrehumana menjant espinacs.

## Història del personatge
L'Olívia rep el nom original (Olive Oyl) de l'oli d'oliva (olive oil en anglès), utilitzat habitualment en cuina o en amanides. Les tires dels diaris de Segar també presentaven un nombre dels seus familiars que portaven el nom d'altres olis, inclòs el seu germà, Castor Oyl (oli de ricí per l'anglès castor oil), la seva mare, Nana Oyl (oli de plàtan, per l'anglès banana oil, una frase d'argot suau de l'època utilitzada per dir un sense sentit), el seu pare, Cole Oyl (oli de colza per cole oil), i la dona separada de Castor, Cylinda Oyl (oli de cilindre; més recentment, les nebodes d'Olive, diesel oyl (oli Diesel) i Violet Oyl (oli essencial de violeta, han aparegut als dibuixos animats. També entre la família d'Olívia hi ha els seus dos oncles, Otto (Auto) Oyl i l'intrèpid explorador Lubry Kent Oyl (oli lubrificant) per l'anglès lubricant oil. El regal de Lubry Kent a Castor i Olívia, una gallina afortunada, els va portar a l'aventura on van conèixer Popeye. Quan Bobby London es va fer càrrec de la tira des de 1986 fins a 1992, va afegir la sensual rossa Sutra Oyl (oli sutra), cosina d'Olívia, i Standard Oyl (l'empresa Standard Oil), un parent llunyà que era un magnat corporatiu extremadament ric.